# 朱塞平娜·莱昂内
朱塞平娜·莱昂内（義大利語：Giuseppina Leone，1934年12月21日—），意大利女子田径运动员。她曾代表意大利参加1952年、1956年和1960年夏季奥林匹克运动会田径比赛，其中在1960年奥运会获得一枚铜牌。